# Sinterklaasjournaal (2014)
Het Sinterklaasjournaal in 2014 was het veertiende seizoen van het Sinterklaasjournaal en werd gepresenteerd door Dieuwertje Blok. De intocht vond plaats in Gouda.

## Verhaallijn
Sinterklaas was met zijn Pieten onderweg naar Nederland. Aan boord wilden de Pieten een schilderij van presentatrice Dieuwertje Blok ophangen, waarvoor ze een gaatje in de boot boorden. Toen de boot vol water liep, dachten ze dat ze de boot lek hadden geboord en ging iedereen van boord. Alleen Sinterklaas en Huispiet bleven achter en laatstgenoemde ontdekte uiteindelijk dat de boot niet lek was, maar dat er een kraan open was blijven staan. Die zaterdag kwam de boot aan in Gouda.
Opa Piet was enkele dagen van tevoren naar deze stad gehaald om nieuwe Pieten op te leiden die de van boord gegane Pieten moesten vervangen. Uiteindelijk bleken deze Pieten wel degelijk te zijn meegekomen; ze waren in kleine boten achter de grote stoomboot aan gevaren. Omdat ze echter de indruk hadden dat ze te veel waren in Nederland met de nieuw opgeleide Pieten erbij, besloten ze met de stoomboot terug naar Spanje gegaan. De cadeaus voor 5 december lagen echter nog aan boord. Uiteindelijk haalde Sinterklaas ze terug. In zijn afwezigheid nam Opa Piet de honneurs waar.
Toen Sinterklaas weer terug was, leek hij gek te worden. Zijn spullen waren weg en Sinterklaas vond dat niet erg, hij had ineens een zwart paard en hij verbrandde alle verlanglijstjes. Het bleek dat hij zijn spullen aan Opa Piet had uitgeleend. Die hielp Sinterklaas namelijk met zijn werk, omdat Sinterklaas zelf immers een dagje ouder werd. Ondertussen kon Sinterklaas zelf even uitrusten, waardoor hij helemaal fris was voor het sinterklaasfeest. Ook de Pieten kregen assistentie; van schooljuffen- en meesters die de zakken naar school brachten en voor die gelegenheid een Pietenpak aantrokken. Met deze schooljuffen- en meesters als extra Pieten en Opa Piet als extra Sinterklaas werd het ook dit jaar weer een ouderwets gezellig sinterklaasfeest.

## Rolverdeling
| Rol                                           | Naam                     |
| --------------------------------------------- | ------------------------ |
| Presentatrice                                 | Dieuwertje Blok          |
| Voice-over                                    | Kees Driehuis            |
| Verslaggever                                  | Jeroen Kramer            |
| Verslaggeefster                               | Dolores Leeuwin          |
| Sinterklaas                                   | Stefan de Walle          |
| Hoofdpiet                                     | Erik van Muiswinkel      |
| Huispiet                                      | Maarten Wansink          |
| Wellespiet                                    | Dick van den Toorn       |
| Boekpiet                                      | Marc Nochem              |
| Stafpiet                                      | Martijn Hillenius        |
| Vergeetpiet                                   | John Jones               |
| Pietje Precies                                | Bob Fosko                |
| Pietje Paniek                                 | Jochem Myjer             |
| Luisterpiet                                   | Joep Onderdelinden       |
| Opa Piet                                      | Peter Faber              |
| Clowntjespiet                                 | Joost Spijkers           |
| Clowntjespiet                                 | Friso van Vemde Oudejans |
| Strooipiet                                    | Leon van der Zanden      |
| Piet Lut                                      | Ronald Snijders          |
| Zeurpiet                                      | Tibor Lukács             |
| Dokterpiet                                    | Romijn Conen             |
| Pietje Puk                                    | Charlie Chan Dagelet     |
| Piet                                          | Manuel Broekman          |
| Willem Grol                                   | Ferry de Groot           |
| Postbode                                      | Theo Schouwerwou         |
| Jan Boel                                      | Bert Visscher            |
| Helma Boel                                    | Brigitte Kaandorp        |
| Eppo Zanik                                    | Freek de Jonge           |
| Gastrollen                                    |                          |
| Jan Salie, hoofd bijzaken van gemeente Gouda  | Ronald Snijders          |
| Stroopwafelbakkers                            | Janny van der Heijden    |
| Stroopwafelbakkers                            | Robèrt van Beckhoven     |
| Verkoper stroopwafelwinkel                    | Hind Laroussi            |
| Tijmen Laurier, kruidenier                    | Dimme Treurniet          |
| Vader                                         | Vincent Moes             |
| Juffrouw                                      | Sallie Harmsen           |
| Vrouw wier man (Willem Grol) Piet is geworden | Karin Bloemen            |
| Opa Jan                                       | Serge Henri Valcke       |
| Oma                                           | Henriëtte Tol            |
| Moeder                                        | Tina de Bruin            |
| Vuilnisman                                    | Korneel Evers            |
| Bewoner waar vuilnis wordt opgehaald          | Wilbert Gieske           |
| Juwelier                                      | Marijke Helwegen         |
| Patiënt bij dokter                            | Peer Mascini             |
| Vader                                         | Cas Jansen               |
| Moeder                                        | Annelieke Bouwers        |
| Moeder met baby                               | Jelka van Houten         |
| Vader                                         | Leo Alkemade             |
| Juf Chantal                                   | Alexandra Alphenaar      |
| Juf Astrid                                    | Babette van Veen         |
| Automonteur                                   | Leo de Haas              |

## Trivia
Dit verhaal is geïnspireerd op een discussie over Zwarte Piet (zie Zwartepietendebat)